# Futuras generaciones
Las futuras generaciones son las generaciones de seres humanos que seguirán a las generaciones actuales.
Las generaciones futuras son el fundamento del concepto de desarrollo sostenible, cuya definición podía ser expresada de la siguiente manera:
«Desarrollo que se corresponde con las necesidades de las presentes generaciones, sin comprometer las posibilidades de las futuras generaciones para responder adecuadamente a las suyas».

## Historia de este concepto filosófico
El filósofo Hans Jonas, desde 1979, planteó el interrogante de saber si la obligación de tener una posteridad y de cumplir con ella, debía o no de ser fundamentada:
« Ya que de todas maneras en el futuro existirán seres humanos (existencia que por otra parte no solicitaron), una vez que esas vidas se hagan efectivas, acaso eso les da derecho a acusarnos a nosotros, sus predecesores, si nuestra inconveniente inconducta y nuestra negligente acción, que podríamos haber evitado, tienen como resultado de legarles un planeta deteriorado y/o ciertas importantes falencias en la propia constitución humana y en la propia condición humana. En cuanto se puede hacer responsable de una existencia solamente a sus progenitores inmediatos (y que mismo así, habría derecho a la reclamación y a la protesta y a la denuncia, si hay razones específicas que permitan esgrimir argumentos sensatos y juiciosos, que además contrarresten el derecho de todos a tener una progenitura y a eventualmente poder tener una descendencia). En cuanto también se puede hacer responsable de una existencia penosa y problemática a ancestros lejanos, en la medida que haya argumentos razonables y bien planteados a esgrimir. En consecuencia y en nuestra opinión, hoy día el derecho ligado a una existencia aún no actual, pero que puede ser anticipada, de aquellos que vendrán más tarde, implica la obligación correspondiente de los actores, en virtud de la cual nosotros tendríamos cuentas a explicar en relación a nuestras acciones o inacciones, que hubieran podido tener consecuencias negativas a futuro.
Hans Jonas identifica un peligro psicológico en la promesa de prosperidad, y señala que el progreso científico tiene un precio.
Lúcido sobre los peligros de la tecnología, es consciente de los límites de tolerancia de la naturaleza, en lo que concierne a alimento, materias primas, y energía, a escala mundial, y preconiza un progreso con precaución. Desde ese punto de vista, se está en el origen del Principio de precaución.
Hans Jonas ve en los padres y en los "Hombres de Estado", dos modelos esenciales sobre los cuales se funda el principio de responsabilidad.
El concepto de responsabilidad en lo que respecta a futuras generaciones, también fue estudiado por el filósofo alemán Dieter Birnbacher, en el marco de su trabajo sobre el tema « ética y ecología ».

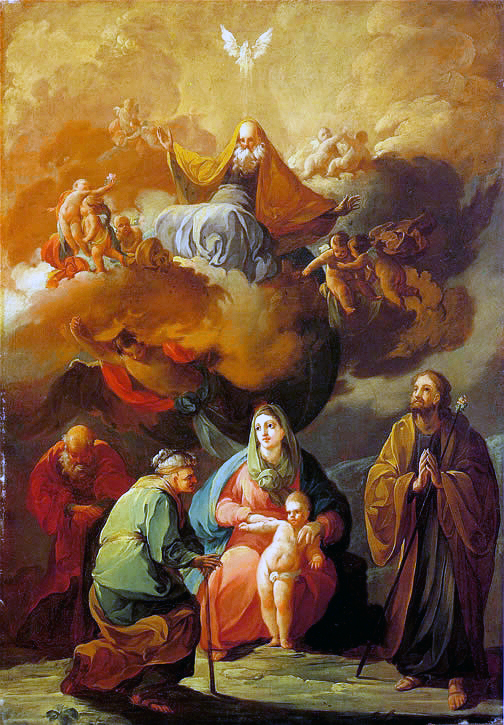
Triple generación, Francisco de Goya (1746-1828).